# Ibirapitanga (ort)
Ibirapitanga är en ort i Brasilien.   Den ligger i kommunen Ibirapitanga och delstaten Bahia, i den östra delen av landet, 900 km öster om huvudstaden Brasília. Ibirapitanga ligger 109 meter över havet och antalet invånare är 7 302.
Terrängen runt Ibirapitanga är kuperad västerut, men österut är den platt. Närmaste större samhälle är Ubaitaba, 17,3 km söder om Ibirapitanga.
I omgivningarna runt Ibirapitanga växer i huvudsak städsegrön lövskog. Runt Ibirapitanga är det ganska tätbefolkat, med 230 invånare per kvadratkilometer.